# 無垢行騰

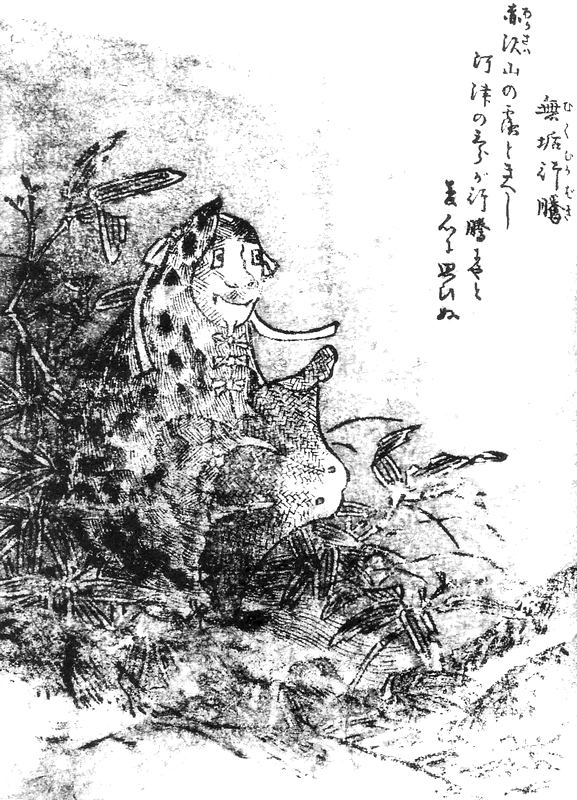
鳥山石燕『百器徒然袋』より「無垢行騰」

無垢行騰（むくむかばき）は鳥山石燕『百器徒然袋』に描かれている日本の妖怪。
行騰（むかばき、馬に乗って遠出をしたり狩りをしたりする際に身につける腰から下を覆う毛皮）が妖怪となったものとして、解説では「赤沢山の露ときへし河津三郎が行騰にやと、夢心におもひぬ。」と述べられている。
『曽我物語』に登場する曾我祐成（十郎）・曾我時致（五郎）の父である河津三郎が赤沢山（静岡県）で工藤祐経に暗殺されたとき、身につけていた行縢であると石燕は記している。明確に持ち主が語られており、怨念をもつ対象（工藤祐経）が特定されているが工藤祐経がこの妖怪によって復讐されたという伝説などは見られず、一般的にも『曽我物語』や曽我物の歌舞伎狂言などに無垢行縢の発生を示すような場面は見られず詳細は不明である。百器徒然袋にある他の妖怪たちと同様に解説に「夢心におもひぬ」とあることからも、『曽我物語』との関連づけは石燕による創作であり、巻狩りに際して河津三郎が行縢を装備していたことからの連想であろうと考えられている。
江戸時代に描かれた絵巻物である『百鬼夜行絵巻』（東京国立博物館の所蔵作品など）や『付喪神絵巻』の中には行縢を付けて木馬にまたがっている妖怪が描かれており、鳥山石燕が行縢の妖怪を発想したこととの関係性が考えられている。